# 1636
1636. је била проста година.

## Догађаји

### Октобар
- 28. октобар — У Кембриџу у Колонији Масачусетс је основан Харвард, најстарија образовна установа у САД.